# Zach Bastres
Zach Bastres (Estados Unidos, 12 de julio de 1999) es un jugador profesional estadounidense de rugby que se desempeña en la posición de centro interior en New England Free Jacks, equipo perteneciente a la liga Major League Rugby.

## Carrera
En 2021, Bastres se unió al equipo New England Free Jacks, con el cual disputa su tercera temporada en la Major League Rugby. También fue parte de la segunda selección estadounidense de rugby, USA Select XV.